# Ogallala
Pour l'aquifère du même nom, voir Aquifère Ogallala.
La ville américaine d'Ogallala est le siège du comté de Keith, dans l’État du Nebraska. Sa population était en 2010 de 4 737 habitants.
La ville était un arrêt du Pony Express dans le Territoire du Nebraska puis le long du premier chemin de fer transcontinental.
La ville a donné son nom à l'aquifère Ogallala, un des plus grands aquifères du monde.
Ogallala se situe près du lac McConaughy (en), grand lac artificiel construit pendant le New Deal.